# Tord Wallström
Tord Wallström, född 1928 i Katrineholm, död 8 februari 2017, var en svensk journalist och författare som var bosatt i Björka i Sjöbo kommun.
Wallström, som bland annat fått Stora journalistpriset för sin bevakning av kriget i Biafra, har huvudsakligen gjort sig känd som reseskildrare och historiker på temat "svenska upptäckare". Sedan 2009 driver Wallström den icke-kommersiella litteratursajten "Läs en bok" där han presenterar ett hundratal romaner jämte lyrik och kortprosa. Efter hans frånfälle drivs sajten vidare av vänner och kollegor.